# Cabre
Cabre (pl. Cabres; isto i Caveres, Caberre, Cavarri, Cabritu) je nestalo pleme američkih Indijanaca iz Kolumbije s rijeke Inirida i uz Atabapo, nadalje na Malim Antilima, i možda u Dominikanskoj Republici. Jezično, oni su pripadali sjevernoj grani Arawaka i ubrajali se u još neka plemena u snažan narod. 
Negdje oko 1748., zajedno s Otomaco Indijancima Inalaze se na misiji Uruana ili Concepcion de Urbana koju su jezuiti te godine osnovali za njih (Alexander von Humboldt).